# Фејсалабад
Фејсалабад (урд. فیصل آباد) је град у Пакистану у покрајини Панџаб. Фејсалабад је трећи по величини град у Пакистану, након Карачија и Лахора. Према процени из 2006. у граду је живело 2.582.175 становника. Раније је носио име Лиалпур (енгл. Lyallpur) по оснивачу Чарсу Џејмсу Лиалу који га је основао 1880. Године 1901. имао је популацију од само 9.171 становника. Данас је Фејсалабад важан индустријски центар.

## Становништво
Према процени, у граду је 2006. живело 2.582.175 становника.
| 1981.     | 1998.     | 2006.     |
| --------- | --------- | --------- |
| 1.104.209 | 1.977.246 | 2.582.175 |